# 다비드 알벨다
다비드 알벨다 알리케스(스페인어: David Albelda Aliqués, 1977년 9월 1일, 스페인 라포블라야르가 ~ )는 현역시절 수비형 미드필더였던 은퇴한 스페인의 축구 선수다.

## 선수 경력
알벨다는 팀의 정신적 지주이며, 프리메라리가 2007-08 시즌, 당시 발렌시아의 감독이었던 로날트 쿠만에 의해 미겔 앙헬 앙굴로, 산티아고 카니사레스와 함께 선수 명단에서 제외된 바 있다. 이 여파는 스페인 축구 국가대표팀에 영향을 미쳐 유로 2008 명단에도 선발되지 못하였다. 로날트 쿠만이 발렌시아에서 떠난 프리메라리가 2008-09 시즌부터는 다시 팀에 복귀해 팀의 분위기를 상승시켰다.

## 수상

### 발렌시아 CF
- 스페인 슈퍼컵: 1999
- 프리메라리가: 2001-02, 2003-04
- UEFA컵: 2003-04
- UEFA 슈퍼컵: 2004
- 코파 델 레이: 2007-2008